# Retzschgut
Das Retzschgut oder Retzschhaus in der Weinbergstraße 20 des Stadtteils Oberlößnitz des sächsischen Radebeul ist das ehemalige Weinguts-Wohnhaus des bedeutenden Zeichners und Radierers Moritz Retzsch (1779–1857), dessen Ehefrau den Weinberg in die Ehe mitgebracht hatte. Das Anwesen bzw. Weingut liegt in der Weinbaulage Radebeuler Goldener Wagen wie auch im Denkmalschutzgebiet Historische Weinberglandschaft Radebeul.

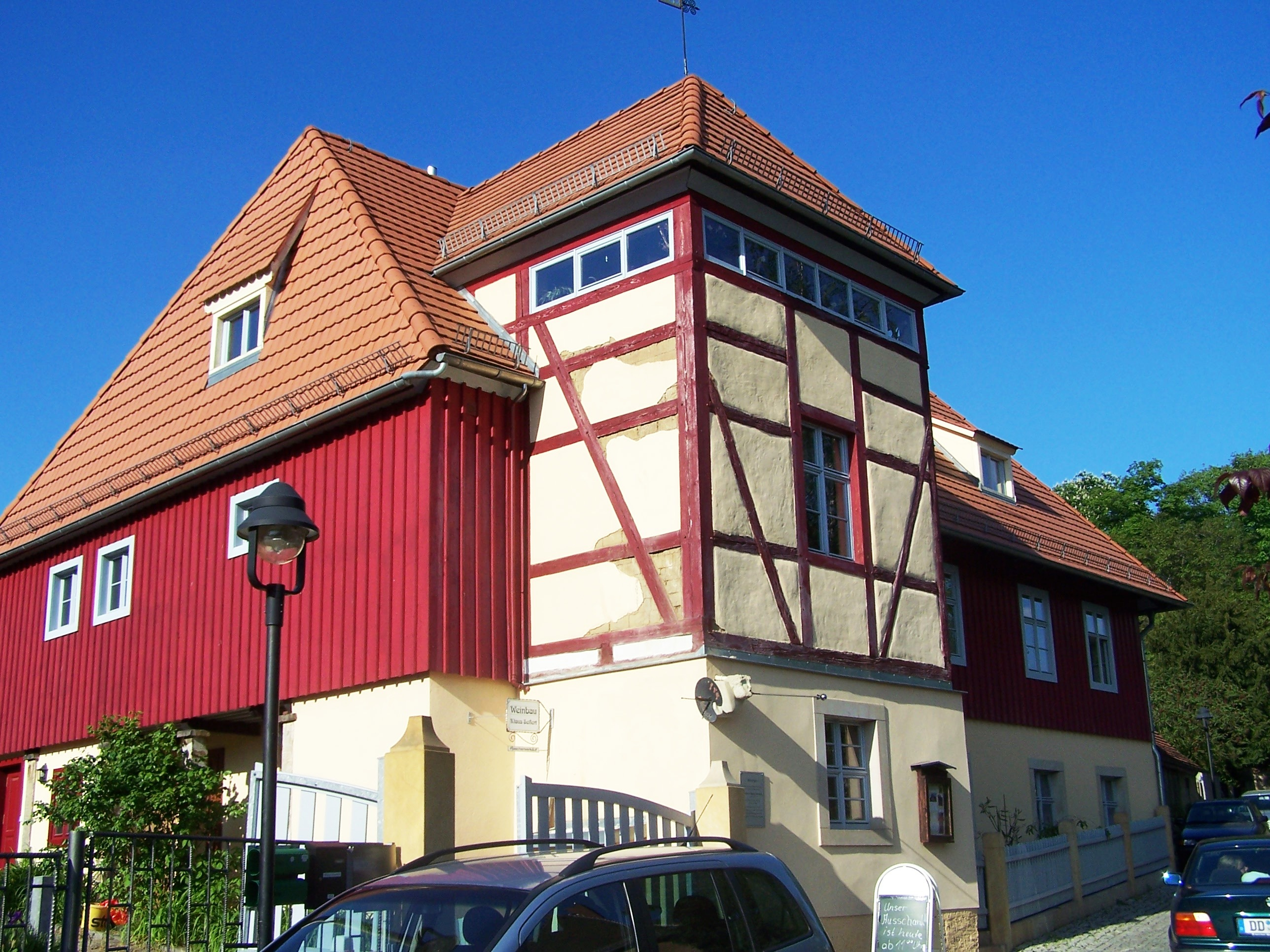
Retzschgut

Das bereits 1904 in Gurlitts Kunstdenkmälern von Dresdens Umgebung unter der damaligen Adresse Obere Bergstrasse Nr. 77 aufgeführte Weinbergsgrundstück wurde spätestens 1973 als Denkmal der Architektur in der Denkmal-Liste der Stadt Radebeul (Retzschhaus, Wertgruppe III) geführt.
Heute unterhält dort Klaus Seifert mit seinem Weinbau Klaus Seifert das mit 0,22 Hektar kleinste eigenständige Weingut Sachsens, dessen Weine (Müller-Thurgau, Kerner, Weißburgunder, Grauburgunder und Traminer) nur vor Ort verkauft beziehungsweise in der hauseigenen Straußwirtschaft ausgeschenkt werden.

## Beschreibung

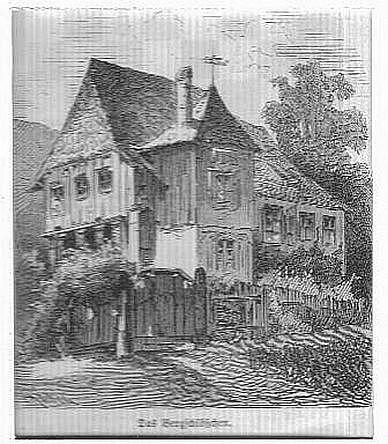
Herbert König (Holzschnitt 1871): falsch untertitelt, eigentlich Moritz Retzsch’s Haus

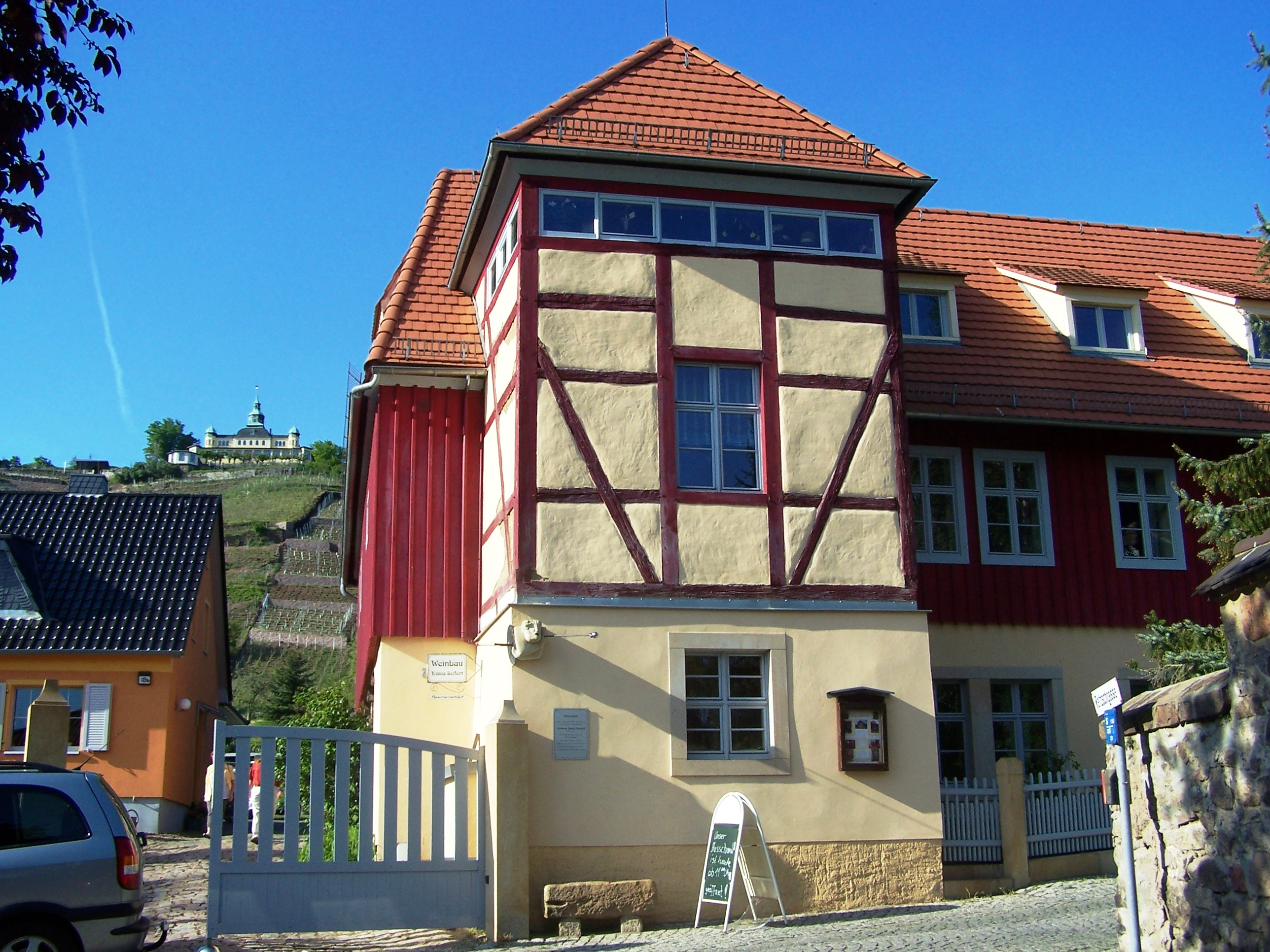
Blick vom Retzschgut zum Spitzhaus, vom Ende der Retzschgasse aus

Über einem großen, gewölbten Weinkeller erhebt sich ein zweigeschossiges, heute mitsamt Nebengebäude unter Denkmalschutz stehendes Weinbergsgebäude mit einem massiven Erdgeschoss und einem verbretterten Obergeschoss, obenauf ein ziegelgedecktes Walmdach mit Schleppgauben. Kurz vor der linken Gebäudekante der Straßenansicht des traufständig stehenden Baus tritt ein Fachwerk-Vorbau mit massivem Erdgeschoss und ebenfalls einem Walmdach aus dem Hauptbau bis zur Straßenflucht hervor. Der Dachfirst des Vorbaus ist leicht niedriger als der Hauptbau, die Traufhöhe jedoch wesentlich höher, was einen turmartigen Eindruck ergibt. Auf diesem steht eine „… gefällige Renaissance-Wetterfahne, bez. 16. E.B. 49.“
In der linken, westlichen Giebelseite des Retzschhauses findet sich im Erdgeschoss eine mit Sandsteinsäulen versehene Vorlaube.
Auf der Rückseite des Gebäudes, der Bergseite Richtung Spitzhaus, befindet sich ein breiter, klassizistischer Dacherker mit mittigem Rundbogenfenster und einem Dreiecks-Giebel. Vor der Rückansicht rechts steht der eingeschossige, schiefergedeckte Anbau an das Retzschhaus.

## Geschichte

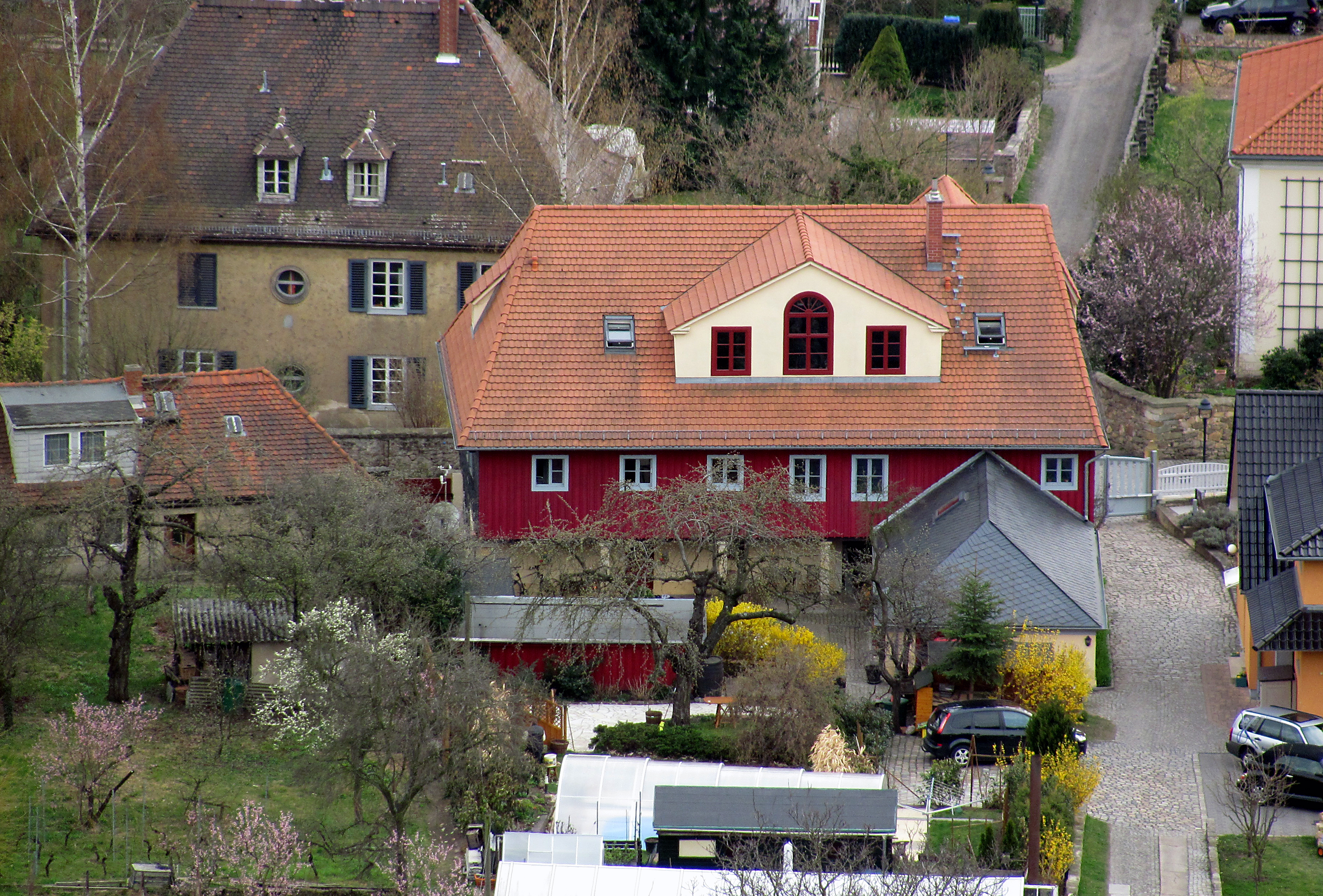
Blick vom Spitzhaus zum Retzschgut. Gut zu erkennen der klassizistische Dacherker. Links hinter dem Haus steht das Zweifamilienhaus Hessel

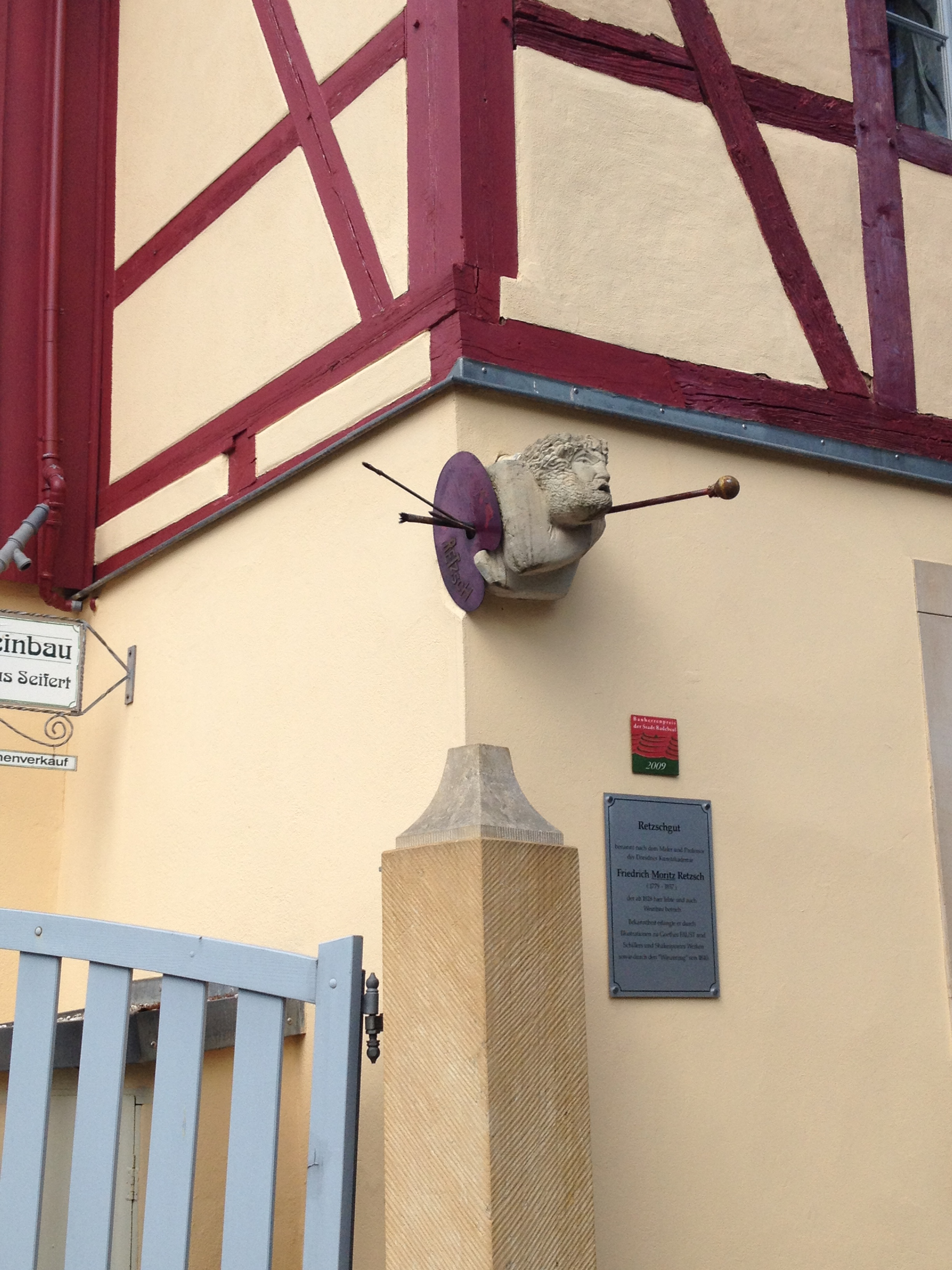
Skulptur von Detlef Reinemer am Vorbau, Moritz Retzsch darstellend

Die auf der Wetterfahne des straßenseitigen, turmartigen Vorbaus stehende Jahreszahl 1649 wird als Erbauungsjahr eines an der Stelle stehenden eingeschossigen Hauses mit Weinkeller angesehen; der Eigentümer der Initialen EB ist nicht bekannt. Anfang des 18. Jahrhunderts erfolgte eine Aufstockung des Gebäudes nebst Verlängerung und Anbau, zusammen mit einer Außentreppe zur Erschließung des oberen Stockwerks. Auf der Karte von Hans August Nienborg aus dem Jahr 1715 sind diese Erweiterungen bereits eingezeichnet. 1735 erwarb ein Bergrat Lehmann das Anwesen. 1744 war es im Besitz einer Familie Piscenius, zu der auch die künftige Mutter von August und Moritz Retzsch gehörte. Diese heiratete den kurfürstlich-sächsischen Geheimen Kriegsrat Gottlieb August Retzsch († 1789); die Familie verbrachte ihre Sommer auf ihrem Landgut in der Lößnitz. 1813 erfolgte die Erweiterung auf zwei Stockwerke nebst Vorbau.
Ab 1819 bewohnte der Maler und Radierer Moritz Retzsch den aus dem Erbe der Mutter ausgekauften Weingutsbesitz. Dieser liegt direkt auf der Hangseite hinter dem Haus und reicht fast bis zum Spitzhaus hoch. Bereits 1813 hatte er das Haus um ein weiteres Stockwerk sowie den Vorbau zur Straße erweitern lassen. 1828 gab der Professor an der Dresdner Kunsthochschule seinen Dresdner Wohnsitz auf und zog ganzjährig auf sein Landgut. 1837 erfolgte eine Ummantelung mit einem teilweise geschlossenen Laubengang auf der nördlichen und westlichen Obergeschossseite, dessen Überkragen über das Erdgeschoss durch eine unregelmäßige Steinsäulenreihe abgestützt wurde. Mit diesem Umbau wurde das bisherige Satteldach zu einem Walmdach erweitert. Zu dieser Zeit befand sich noch eine Weinpresse in dem Gebäude.
Gemäß einem 1841 von Retzsch niedergelegten Kontrakt befand sich im Erdgeschoss neben dem Pressraum die aus einer Stube und zwei Kammern bestehende Wohnung seines Winzers Johann Gottlob Wächter, während Retzsch selbst das Obergeschoss bewohnte. Nach Retzschs Tod 1857 erhielt die von Süden auf das Haus zulaufende Gasse seinen Namen. 1866 ging das Anwesen in das Eigentum seiner Ehefrau Christel geb. Miersch über; sie war „die Nachbarin und Gespielin seiner Jugendzeit.“ In der Folgezeit erscheinen weitere Namen in der Häuserkarte: 1870 J. C. Hildebrand, danach eine Familie Künzel.
Im Jahr 1893 übernahm die Winzerfamilie Weinhold das Gut; es erfolgten weitere bauliche Veränderungen. So wurde die offene Galerie nach Norden mit einer Schieferverkleidung zugebaut, und vermutlich wurden die Fenster vergrößert, wobei sie nicht durch die ortsüblichen Sandsteingewände eingefasst wurden, sondern durch Ziegelsteine im Reichsformat. Der Gärtner Otto Weinhold ließ sich 1953 im Hofbereich ein kleines, eingeschossiges Nebengebäude mit Satteldach errichten. 1966 starb Marie Weinhold, womit das Erbe an die im Haus wohnenden Kinder überging. Die Erben verzichteten 1979 „auf ihren Anteil, weil die geringen Mieteinnahmen die baulichen Instandsetzungsarbeiten nicht mehr tragen“ konnten, womit das Gebäude in kommunale Verwaltung überging.
Nach der Wende entschloss sich eine der Miterbinnen mit Familienname Seifert, einen Antrag auf Rückübertragung zu stellen, der 1997 erfolgreich war. 1999 übernahm die Tochter mit ihrem Mann die Liegenschaft. Das Wohnhaus wurde zwischen 2002 und 2005 umfassend saniert, dabei wurde die Fachwerkkonstruktion des straßenseitigen Anbaus freigelegt und das Obergeschoss durch die dunkelrot gestrichene Holzverkleidung geschützt. Die Bauherren erhielten im Jahr 2009 den Bauherrenpreis der Stadt Radebeul für diese gelungene Sanierung.